# Wäschenbeuren
Wäschenbeuren település Németországban, azon belül Baden-Württembergben. Lakosainak száma 3974 fő (2023. december 31.).

## Népesség
A település népessége az elmúlt években az alábbi módon változott:
| Lakosok száma | 2644 | 3889 | 3918 | 3972 | 3959 | 3974 |
|               | 1975 | 2017 | 2019 | 2021 | 2022 | 2023 |